# 濒海任务舰 (马来西亚)
濒海任务舰（英語：LMS Batch），是马来西亚制定的「15至5舰队转型计划」（RMN 15-to-5 Program）中的5种舰船之一，它是马来西亚皇家海军使用的一种轻型巡逻艇的代号。

## 濒海任务舰 I

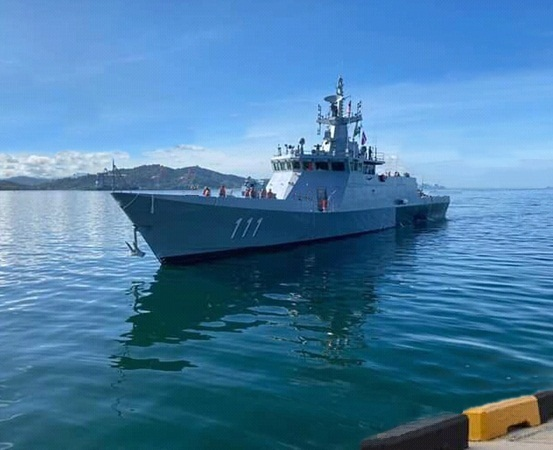
克莉丝级巡逻艇

2017年4月，马来西亚与中国船舶工业集团公司 (CSIC) 的贸易子公司签署了4艘舰艇的合同，这些舰艇随后于2020年1月至2022年1月之间投入使用。所有4艘舰艇均在马来西亚沙巴的第11濒海任务舰队服役。该级舰艇总长约68.8米，满载排水量为700吨。
自驻扎在亚庇海军基地开始执行任务以来，第一批濒海任务舰船只被指派在南海巡逻，包括在巴丁宜阿里浅滩执行，尤其是应对规模大得多的中国海警船只。然而，这些舰艇因缺乏必要的作战能力而受到马来西亚皇家海军的严厉批评，其操作不可靠性和舰艇本身的性能不佳也受到了运营商的讨论和批评。首舰克莉丝号在服役不久后就被发现由中国提供的传感器和作战系统存在缺陷。
2023年4月，马来西亚皇家海军上将阿都拉曼阿育在红土坎海军基地举行的的新闻发布会上表示，第一批濒海任务舰不符合马来西亚皇家海军的要求。

### 船舰状态
- 克莉丝号（现役）
- 桑当号（现役）
- 巴迪克号（现役）
- 仁聪号（现役）

## 濒海任务舰 II

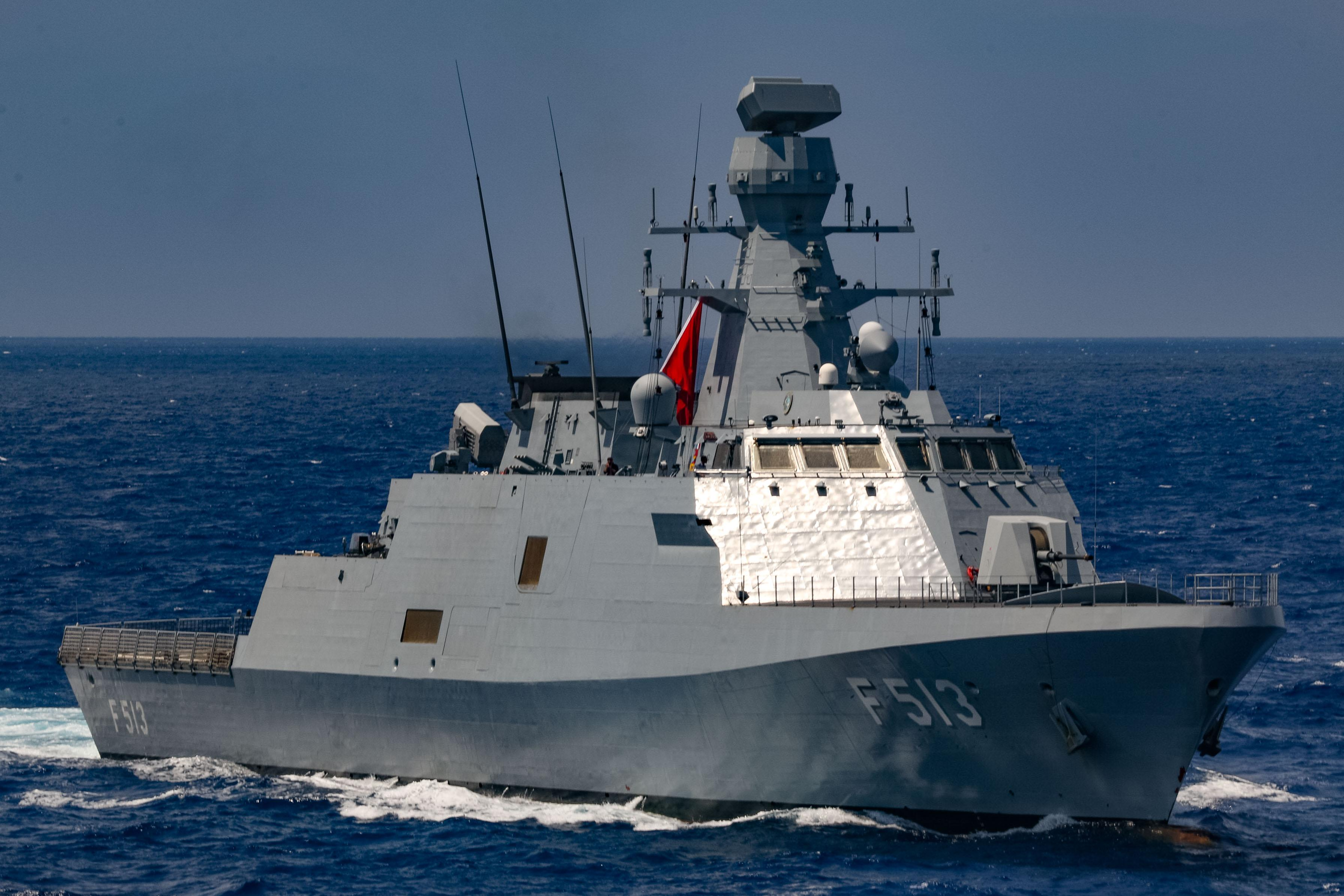
土耳其岛级护卫舰

由于第一批濒海任务舰被发现不符合马来西亚皇家海军的要求，因此新一批濒海任务舰不仅被设计为具有与克莉丝级任务舰相比的作战能力，而且要配备舰对舰导弹系统和舰对空导弹等作战能力。
2022年，马来西亚皇家海军提出一项24亿零吉（5.2484 亿美元）的提案，在下一个国防预算下再采购8艘濒海任务舰，以增加其已拥有的4艘濒海任务舰的数量，并根据第12个马来西亚计划（2021-2025年）分阶段进行建造。这些舰艇被称为“LMS Batch II”，首批交付的3艘濒海任务舰为2023年财政预算资助的首批船舶。第二批5艘船舶的建造则持续到第13个马来西亚计划（2026-2030年）为止。
2023年1月，马来西亚海军上将阿都拉曼阿育在一次评论LCS项目上指出，军方要求第二批购买3艘濒海任务舰，这次采购的濒海任务舰必需具有作战能力，这与从中国获得的4艘LMS有很大不同，而采购流程每艘舰艇至少需要3年才能完成。9月18日，马来西亚国防部长莫哈末哈山在国会下议院表示，国防部已于8月23日向内阁提交了采购船舶的方向，共有9家潜在企业对船舶计划进行投标，第二批将通过政府对政府的方式进行谈判。与此同时，两个相关国家还将签署一份谅解备忘录，要求两国负责支持和监督采购行动的实施，以确保成功。
2024年3月，马来西亚国防部长卡立诺丁在柔佛新山的海军基地的新闻会上表示，他将在年底前达成3艘第二批濒海任务舰的采购工作。5月8日，土耳其造船商Turkiye Savunma Teknolojieri Muhendiskil (STM) 宣布与马来西亚皇家海军和马来西亚国防部 近两年的谈判进展顺利，对达成濒海任务舰的第二批合同持乐观态度。马来西亚国防部长卡立诺丁作出回应，指马来西亚目前正在与土耳其讨论完成濒海任务舰的采购。6月12日，马来西亚与土耳其签署国防谅解备忘录，选择采购STM计划下的3艘军舰。
9月30日，马来西亚最终确定土耳其的岛级护卫舰的船舶规格符合马来西亚皇家海军执行多项任务的需求，承包商STM为此建造3艘重达2,500吨的LMS舰船，其设计已根据马来西亚皇家海军的需求进行调整，以完成双方达成的工作范围。这项订购也让马来西亚成为岛级护卫舰的第4个用户，马来西亚海军预计在2027年开始分批接收这些舰船。